# Jaja (ostrov)
Jaja (rusky Яя) je ostrov s souostroví Ljachovských ostrovů, nedaleko od Sloupového ostrova. Objeven byl v roce 2013. Výška ostrova není větší jak 1 m. Ostrov má plochu 38 tisíc m². Objevení tohoto ostrova zvyšuje výlučnou ekonomickou zónu Ruska v Arktidě o 452 km².

## Historie
Ostrov Jaja byl náhodně objeven v září 2013 během letu dvou vrtulníků Mi-26 z Tiksi na ostrov Kotělnyj. Alexander Matvěv, velitel jedné z posádek, nařídil navigátorovi označení GPS souřadnic a během dalšího letu po ostrově cíleně pátrali a potvrdili jeho existenci.
Po objevení ostrova bylo rozhodnuto jej pojmenovat Bounty, protože je podobný obrysově čokoládové tyčince Bounty. Ale když se začali objevitelé dohadovat, kdo první ho viděl, všichni začali říkat "Já, já, já". Takže bylo rozhodnuto pojmenovat ostrov Jaja.
V dubnu 2014, s nárůstem denního světla, byl ostrov přeletěn vrtulníky a pečlivě vyfotografován. 23. září 2014 přistáli na ostrově poprvé lidé z expedice výzkumného plavidla ruské pobaltské flotily Admirál Vladimirskij. Prvními, kdo ostrov navštívili, byli Ivan Sidorov, Sergej Vachlakov, Oleg Osipov a Alexej Kornis.

## Význam objevu ostrova
Navzdory velmi malé rozloze ostrova umožnil objev zvětšit výlučnou ekonomickou zónu Ruska. Pro záchranu ostrova, aby se případně znovu nepotopil, bylo rozhodnuto ostrov v budoucnu rozšířit, posílit a vybudovat vlnolamy a přehrady.